# Ласкаво просимо, або Стороннім вхід заборонено

«Ласкаво просимо, або Стороннім вхід заборонено» (рос. «Добро пожаловать, или Посторонним вход воспрещён») — радянський дитячий комедійно-сатиричний художній фільм, знятий режисером Елемом Климовим на кіностудії «Мосфільм» в 1964 році. Прем'єра відбулася 9 жовтня 1964 року. Фільм — дебютна робота Елема Климова в повнометражному кіно.
Піонер Костя Іночкін (Віктор Косих), перебуваючи в піонерському таборі, переплив річку і опинився на забороненій для відвідувань території, за що був вигнаний з табору директором, товаришем Диніним (Євген Євстигнєєв). Не бажаючи доводити бабусю до інфаркту своєю поведінкою, хлопчик таємно повертається у табір, де, за сприяння друзів, переховується. Наближається «батьківський день», коли бабуся Іночкіна може дізнатись про його вигнання, тому його друзі вирішили зробити усе можливе, щоб цьому перешкодити…

## Сюжет
В піонерському таборі з острахом чекають «батьківського дня», коли батьки можуть відвідати піонерів. Адже вони в будь-яких витівках своїх дітей звинуватять персонал табору. Керує табором директор Динін — він боїться відповідальності, що приховує за вимогливістю. Піонер Костя Іночкін самовільно покидає пляж і перепливає річку, хоча це заборонено санітарними нормами. Динін вважає, що це дасть поганий приклад іншим дітям, і виключає Костю з табору. Крім того він доповідає колегам про такі «злочини» Кості, як читання книги вночі з ліхтариком і фехтування на палицях. Піонервожата Валя заступається за хлопчика, проте директор не змінює свого рішення.
Завгосп табору відвозить Костю на залізничну станцію, думаючи, що той сам сяде на поїзд. Очікуючи поїзда, Костя уявляє реакцію своєї бабусі, коли вона дізнається, що онука вигнали з табору — напевне вона помре від інфаркту і всі винитимуть в цьому Костю. Піонер вирішує потай повернутися в табір і зустріти там бабусю. Хлопчик переховується під сценою, а його друзі думають, що там сховався якийсь звір.
Тим часом Динін вимагає від піонерів, щоб вони показали зразкову поведінку. Діти замовчують повернення Кості, діляться з ним сніданком і переховують від дорослих. Костя розуміє, що його помітять, коли він вийде до бабусі, і вирішує зірвати «батьківський день». Разом з друзями він придумує пожалитись кропивою, щоб це виглядало ніби якась епідемія. Проте хтось із піонерів доносить дорослим про обман. Костя уявляє, що якби він врятував директору життя, йому б усе вибачили. Щоб не видати друга, піонери зображають ніби грають в карти, на що Динін звертає увагу і не помічає Костю.
Піонери наважуються розповісти правду вожатій. Вона приходить до директора все пояснити, але Динін перебиває її розповіддю про те, що піонери останніми втрачають вагу (оскільки діляться з Костею своїми порціями). Валя разом з фізруком і завгоспом потай від Диніна обговорюють, що робити з Костею.
Починається «батьківський день», піонери проводять парад-карнавал, а бабуся Кості розшукує онука. На карнавалі перемагає костюм кукурудзи, під яким мала бути племінниця «великого начальника», товариша Митрофанова. Але під маскою виявляється Костя. Зрозумівши, що карнавал був завідомо нечесний, дорослі йдуть на пляж разом з дітьми. Похнюплений Динін повертається з нагородою за свою працю — тортом, назад до табору. Піонер, який був випадковим свідком майже всіх подій, звертається до глядачів зі словами «А що ви тут робите? Кіно вже закінчилось».

## У ролях
- Віктор Косих — Костя Іночкін
- Євген Євстигнєєв — товариш Динін, директор піонерського табору
- Арина Алейникова — піонервожата Валя
- Ілля Рутберг — фізрук
- Лідія Смирнова — лікар
- Олексій Смирнов — завгосп
- Ніна Шацька — піонервожата
- Юра Бондаренко — Веня, барабанщик
- Ліда Волкова — Лера, скромна піонерка з кісками
- Борис Демб — Діма, майстер гіпнозу
- Сергійко Кокорев — Шарафутдінов
- Ігор Крюков — Марат
- Саша Машовець — Алік
- Таня Прохорова — Митрофанова
- Люда Смєян — Неля, що танцювала чарльстон
- Слава Царьов — хлопчик з сачком
- Тетяна Баришева — куховарка
- Катерина Мазурова — бабуся Кості
- Віктор Уральський — товариш Митрофанов
- Дая Смирнова — нянечка
- Саша Живейнов
- Алік Мініович — хлопчик-скрипаль
- Сергійко Шаппу — хлопчик-скрипаль
- Саша Байков — хлопчик-віолончеліст
- Віктор Маркін
- Володимир Широков — хлопчик, який бив порося

## Знімальна група
- Режисер-постановник: Елем Климов
- Оператори-постановники: Анатолій Кузнецов, Михайло Торопцов